# Niemba (localité)
Pour les articles homonymes, voir Nyemba.

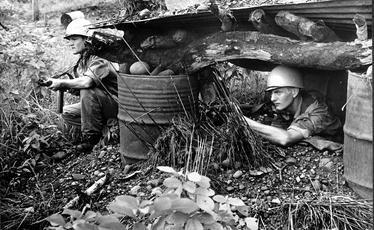
Des soldats suédois de l'ONU armés de mitrailleuses sur l'une des routes d'accès à Niemba en novembre 1961.

Niemba, parfois écrit Nyemba, est une localité du Katanga au Congo-Kinshasa. Elle est située dans le territoire de Kalemie, où la rivière Nyemba se jette dans la rivière Lukuga, confluent de la Lualaba (fleuve Congo). La localité est traversée par le chemin de fer entre Kalemie et Kabalo.